# Violences post-électorales de 2016 au Gabon
Des violences post-électorales ont lieu au Gabon en 2016 à la suite de la remise en cause, par l'opposition, du résultat de l'élection présidentielle gabonaise de 2016. Les interactions des manifestants avec les forces de l'ordre font entre cinquante et une centaine de morts, et aboutissent l'année suivante au dialogue national d'Angondjé.

## Contexte
Au Gabon, à la suite de l'élection présidentielle du 27 août 2016, Ali Bongo Ondimba est déclaré réélu face au candidat de l'opposition, Jean Ping par la Commission électorale nationale autonome et permanente (Cenap). À l'annonce des résultats, le 31 août, une manifestation pacifique spontanée de la population contestant les résultats est violemment dispersée par la garde républicaine avec des gaz lacrymogènes d'abord puis des tirs à balles réelles. L'Assemblée nationale est incendiée. Certains manifestants se dirigent vers les locaux de la Radio-Télévision gabonaise mais les forces de l'ordre qui en gardent l'entrée répliquent aux jets de pierres avec des grenades lacrymogènes. Des échauffourées éclatent aussi dans le quartier populaire de Nkembo: des tirs de grenades assourdissantes y sont entendus pendant que des hélicoptères tournaient dans le ciel. Des heurts ont également éclaté à Nzeng Ayong, où l'immeuble du vice-Premier ministre Paul Biyoghe-Mba a été incendié. À l'échangeur de Charbonnages, le centre commercial ABC Mall a été vandalisé, ainsi que l'agence d'Ecobank. Plusieurs chaines de distribution ont été prises pour cibles, mais aussi des magasins libanais aux quartiers PK7 et PK6.
Des manifestations sont brutalement réprimées par les forces de l'ordre dans diverses villes à l'intérieur du pays telles que Port-Gentil, Oyem, Lambaréné ou Mouila faisant plusieurs morts. De nombreux témoignages rapportent que les forces de l'ordre ont transporté les cadavres vers des destinations inconnues après avoir dispersé les foules,.

## Attaque du QG de Jean Ping
La violence atteint son paroxysme dans la nuit du 31 août au 1er septembre : aux environs de 1 h du matin, sous le prétexte d'y chercher des casseurs qui s'y seraient repliés, le QG de l'opposant Jean Ping est bombardé par hélicoptère, puis attaqué au sol à l'arme lourde jusqu'à 5 h du matin par des troupes de la garde présidentielle et de la police qui tirent sur tout ce qui bouge à l'extérieur puis à l'intérieur du bâtiment, faisant au moins 27 morts. À la suite de l'assaut, de nombreux civils ainsi que 26 leaders de l'opposition et de la société civile, dont Didjob Divungi Di Ndinge, René Ndemezo’o Obiang, Paul-Marie Gondjout, Christian Gondjout et Georges Mpaga, sont séquestrés pendant 36 heures à l'intérieur du QG dévasté, au milieu des flaques de sang et des excréments,. Ils sont enfin libérés après une médiation du représentant du secrétaire général de l'ONU pour l'Afrique centrale, Abdoulaye Bathily, à l'exception de l'ancien député PDG Bertrand Zibi Abeghe, qui avait démissionné en plein meeting face à Ali Bongo quelques mois plus tôt avant de rejoindre l'opposition. Retenu en détention provisoire pendant 3 ans, ce dernier est condamné en 2019 à 6 ans de prison avant d'être libéré en septembre 2022.

## Coupure d'internet
Le 27 août, des témoignages font état d'une coupure des réseaux de télécommunications pendant une à deux heures avant rétablissement. Puis d'une autre coupure en début de soirée.
À partir du 28 août, une réduction de la bande passante est constatée, de nombreux sites et réseaux sociaux deviennent difficile d'accès. L'association Internet Sans Frontières parlera de fermeture progressive du « robinet ».
Dès le soir du 31 août, les autorités coupent l'accès à internet sur toute l'étendue du territoire. 5 jours plus tard, la connexion est partiellement rétablie entre 6h et 18h, l'accès aux réseaux sociaux restant bloqué toute la journée. Cette reprise partielle de l'accès à Internet intervient 2 jours après que le premier ministre de l'époque Daniel Ona Ondo ait invité les gabonais à reprendre le travail. Ce n'est qu'à partir du 1er octobre 2016 qu'internet et la distribution de SMS qui avait également été suspendue seront rétablis.

## Victimes

### Bilan des autorités
Le 2 septembre, un premier bilan de 5 morts est annoncé par le ministre de l'intérieur. Ce bilan est revu à la baisse le 6 septembre par Ali Bongo lui-même qui, à l'occasion d'une interview donné au Point, le ramène à 3 morts. Pour Pacôme Moubelet Boubeya, ministère de l'Intérieur de l'époque, « il y a une confusion avec d'autres personnes qui sont mortes de mort naturelle ou dans des rixes, mais pas du fait des forces de l'ordre ». Lors d'un point de presse, les autorités avancent également la probabilité que certains disparus aient simplement « voyagé ». Aucune liste officielle sur l'identité des victimes n'a été publiée par les autorités jusqu'à ce jour.

### Bilan de la presse internationale
Les journalistes de l'AFP présents au Gabon recensent pour leur part sept morts, dont un policier. Ils font également état d'une liste de 18 morts par balles, reconnus à la morgue, par leurs parents.
Le 2 septembre, une journaliste de l'AFP rapporte la mort de Bekam Ella Edzang. L'étudiant en droit de 27 ans, est décédé des suites d’une blessure par balle à l’abdomen après son hospitalisation. Les tirs provenaient de la Garde Républicaine selon le témoin interviewé à l’hôpital. Le corps d’un homme de 30 ans, identifié plus tard comme étant celui de Messa Messa Paulin Axel, était par ailleurs le même jour, emmené en procession par des manifestants dans le quartier de Nzeng Ayong, a constaté un autre journaliste de l’AFP.
Le 3 septembre l'AFP fait état de la mort de Judicaël Madzou Otété, tué par balles à Port-Gentil pour les forces de l'ordre qui ont par la suite récupéré son corps en présence du procureur, selon un témoin. « Ils tirent, ils ramassent les corps (pour les faire disparaître, ndlr). Nous sommes traumatisés », témoigne à l'AFP sous le couvert de l'anonymat une mère de famille qui regrette que les médias « ne parlent que de Libreville », la capitale.
À la suite d'une conférence de presse, dans laquelle le ministre de l’Intérieur avait demandé aux journalistes d’aller vérifier par eux-mêmes et de se rendre dans les morgues, RFI a décidé de se rendre dans les 3 morgues de la capitale. Le samedi 10 septembre dans la matinée à la morgue Gabosep, et, en regardant ses registres officiels, entre le 1er et le 7 septembre, l’établissement a récupéré cinq personnes tuées par balle. Deux cadavres ont été ramassés au QG de Jean Ping ; un au quartier Nzeng-Ayong ; un au PK 12 et un derrière la prison. RFI a pu voir ces corps. Les employés rencontrés disent que c’est la première fois qu’ils voient autant de morts par balle en si peu de temps et que c’était très dur à supporter pour eux, malgré leur expérience. En début d’après-midi de ce samedi, RFI s’est rendue, cette fois à la morgue Casepga (propriété de la famille Bongo) qui, elle, gardée par un dispositif militaire important, a refusé l’accès aux journalistes. Un responsable a signifié aux journalistes de RFI mais aussi de TV5 Monde, puis de -iTélé, qu'il ne donnerait aucun accès au registre de la morgue.
Le 6 juillet 2017, la chaîne France 2 diffuse un numéro de Complément d'enquête qui revient sur les évènements du 31.08 et diffuse des images inédites des blessées filmées le soir même de l'attaque. Laurent Dy, coréalisateur du reportage, est retourné sur les lieux avec un opposant présent en même temps que des centaines d'autres, quand l'assaut a été donné contre le QG de Jean Ping : « Il y avait plein de monde. Ils ont tiraillé. Tous ceux qui étaient là sont tombés. Ils sont morts », raconte-t-il. Le lendemain, des journalistes français ont pu tourner à Libreville et ont rapporté des images de corps transpercés de balles étendus dans les morgues, de cérémonies mortuaires improvisées en pleine rue et de femmes pleurant la mort d'un de leurs proches. Annie Léa Meye, militante de l'opposition est également interviewée dans le reportage. Elle a été chargée par Jean Ping de compter les morts. « Nous sommes sûrs de vingt-neuf décès, dont vingt-trois clairement identifiés (les parents n'ont pas voulu révéler l'identité des autres, dit-elle). Toutes ces personnes n'ont fait que revendiquer leur vote. Mourir pour ça, c'est ahurissant, traumatisant. » Les dires de l'enquêtrice sont confirmés par une douzaine de familles de victimes. Son rapport a été transmis à la Cour pénale internationale.

### Bilan de la société civile
La plateforme de la société civile indépendante a rendu public le 13 octobre une liste comportant 28 noms de personnes formellement identifiées par leurs proches qui auraient trouvé la mort lors de la crise post-électorale.
Il s’agit de :
- Mvono Odjo’o Franck Joseph
- Mapangou Mihindou Ghislain
- Abaghe Mvé Innocent
- Abagha Ndong Elvis
- Ngou Allo Alexis
- Konde Simon
- Messa Messa Paulin Axel
- Eneme Allogho Jean Mesmin
- Mavioga Freddy
- Mba Jérémie
- Jerry A.O
- Assoumou Rodrigue
- Lekongo Haminou
- Bougenda Bernard
- Bidzo-bi-Ndong Ulrich Jeffrey
- Oyono Bonghota Bernard
- Bang Ndong Mesmin
- Nnang Allogho Prosper
- Patrick A. L.
- Ella Edzang Willy
- Kede Bekale Ulrich Michel
- Oyangui Simon
- Madzou Otété Judicaël
- Ovono Angoue Yori
- David Prestige Nziengui Mandoumbou[27]
- À cela s'ajoute 3 personnes dont le nom a été interdit d'affichage par leur famille[28].

Ce rapport a été rédigé à la suite d'un travail d’enquête entamé par Jules Bibang Obounou et le docteur Sylvie Nkoghe-Mbot. Cette dernière a par la suite été arrêtée le 5 octobre par les services de sécurité militaire pendant une dizaine de jours puis relâchée sans explications de la part des autorités. Pour Maître Eric Moutet, un de ses avocats, le lien entre l'arrestation et la mise au silence de sa cliente ne fait aucun doute. Elle se savait dans le collimateur des Services gabonais et son seul tort est d'avoir enquêté sur les violences post-électorales commises par les forces de l'ordre et la garde républicaine, photos et témoignages à l'appui et qui ont été ajoutés au dossier constitué par Jean Ping auprès de la CPI.
Jusqu'alors des centaines de familles sont toujours à la recherche de leurs proches.

## Suites judiciaires

### Justice française
Le 21 septembre 2016, 2 ressortissants franco-gabonais qui avaient été arrêtés la nuit du 31 août au QG de Jean Ping portent plainte en France contre l'état gabonais auprès du doyen des juges d'instruction du Tribunal de grande instance de Paris . Ces plaintes sont déposées pour "arrestation et détention arbitraire en bande organisée, torture et actes de barbarie en bande organisée, tentative d'assassinat et crime contre l'humanité". Le collectif d'avocats qui les représente annonce qu'ils porteront également cette plainte à la Cour pénale internationale.
Le 20 avril 2017, le parquet de Paris ouvre une enquête mais si le ministère public retient les qualificatifs d’arrestation et détention arbitraire, de torture et actes de barbarie, de tentative d’assassinat, il ne retient pas celui de crime contre l’humanité.
Le 26 juin, la juge d’instruction décide de retenir ce dernier chef : «Aucune investigation n’a été réalisée, il ne peut être d’emblée considéré que les faits qualifiés de crime contre l’humanité n’ont pas été commis», estime-t-elle.

### Cour pénale internationale
Quelques heures plus tard, le gouvernement gabonais demande à la Cour pénale internationale l'ouverture sans délai d'une enquête. Il accuse les militants du candidat déclaré perdant par la Cour Constitutionnelle du Gabon de «faits relevant de l'incitation à commettre le crime de génocide » et de «crimes contre l'humanité».
Le 29 septembre 2016, la Cour pénale internationale par la voix de sa procureure Fatou Bensouda annonce l'ouverture d'une enquête préliminaire sur les violences post-électorales au Gabon.
Le jeudi 15 décembre 2016, Jean Ping saisit également la Cour pénale internationale car il accuse l'État gabonais de crimes contre l'humanité à la suite de l'attaque planifiée de son quartier-général. Cette nouvelle plainte met également en cause les autorités françaises qui ne pouvaient ignorer ce qui se passait au quartier général de Jean Ping en raison de la proximité du camp militaire français Charles de Gaulle, situé à quelques centaines de mètres.
Le 21 juin 2017, une mission d'experts de la CPI séjourne à Libreville pendant 3 jours et rencontre des membres du gouvernement ainsi que de l'opposition, de la société civile et du collectif des victimes des violences post-électorales.

## Réactions

### Diaspora gabonaise
Le samedi 3 septembre à Paris, un millier de manifestants organisent une marche avec l'aide d'un collectif d'organisations de la diaspora gabonaise, pour réclamer la « reconnaissance de l'élection démocratique » de Jean Ping à la présidentielle au Gabon et la fin de la « folie sanguinaire » du président sortant proclamé vainqueur, Ali Bongo. Le candidat de la gauche radicale française pour la présidentielle de 2017, Jean-Luc Mélenchon, a rejoint les manifestants pour « féliciter le peuple gabonais qui résiste », ne jugeant « pas acceptable que l'on massacre ceux qui veulent seulement des élections libres et démocratiques ». Toujours en France, ce sont près de 200 gabonais venus de la région Grand Est qui manifestent à Strasbourg, devant le Parlement européen.
Le même jour à Ottawa, ce sont des centaines d'autres gabonais venus de différentes villes du Canada qui manifestent contre la réélection du président Ali Bongo qu'ils qualifient de « fraude électorale ».
Enfin, au Cap, environ 400 gabonais manifestent devant le consulat de France pour dénoncer les assassinats et la fraude. Des manifestations similaires ont lieu dans diverses villes du monde, même celles comportant une communauté gabonaise plus petite.
Depuis ce jour, la diaspora gabonaise résidant en région parisienne organise une marche chaque samedi entre le Trocadéro et l'ambassade du Gabon à Paris pour réclamer la vérité des urnes et la justice pour les personnes tuées.

### Communauté internationale

#### Nations Unies
Le 2 septembre se tient une réunion à huis clos du Conseil de sécurité des Nations unies à l'initiative de la France sur le sujet de la crise gabonaise. Au cours de cette réunion, l'envoyé spécial de l'ONU pour l'Afrique Centrale présente son rapport sur la situation. À l'issue de la réunion, l’ambassadeur néo-zélandais Gerard van Bohemen, président de l'ONU pendant ce mois a fait part fait part jeudi soir de sa « profonde préoccupation » et appelé « tous les candidats, leurs supporters, les partis politiques et les autres acteurs à rester calme, à retenir la violence ou autres provocation et à résoudre les différends éventuels grâce aux mécanismes constitutionnels et légaux établis ».

#### Union africaine
Le Président en exercice de l'Union Africaine, Idriss Déby ainsi que le Conseil de Paix et Sécurité de l'UA se sont dits, « préoccupés par l’éruption de la violence au Gabon » à la suite de la proclamation des résultats provisoires de l'élection présidentielle. Idriss Déby s’est « longuement entretenu au téléphone avec le Président Ali Bongo Ondimba,  et M. Jean Ping, candidat à l’élection présidentielle, et a appelé  toutes les parties prenantes gabonaises à faire preuve de la plus grande retenue et à privilégier le dialogue et la concertation dans le strict respect des procédures légales et constitutionnelles, et des instruments pertinents de l'UA, pour trouver une solution à la crise née du  contentieux électoral ».

#### Union européenne
La chef de la diplomatie européenne, Federica Mogherini, dans un communiqué daté du jeudi 1er septembre qualifie la situation post-électorale au Gabon de « crise profonde ».Elle déclare également « que tous les acteurs rejettent la violence et appellent au calme. Toute contestation doit se faire avec des moyens pacifiques afin d’éviter l’embrasement du pays ».

#### France
Paris a demandé "au plus vite" l'arrêt des violences. Le ministre français des Affaires étrangères, Jean-Marc Ayrault, a déclaré que les événements de la nuit à Libreville suscitaient sa "plus vive préoccupation" et que "dans le cadre d'un processus électoral, il n'y a aucune place pour la violence", En outre, Paris déclare être sans nouvelles de 15 binationaux depuis les violences.

#### Algérie
L'Algérie a évacué ses ressortissants travaillant dans un champ de pétrole au Gabon.

### Organisations non-gouvernementales

#### Amnesty International
« Les forces de sécurité gabonaises doivent s’abstenir de recourir à une force excessive contre les manifestants à la suite de la contestation électorale que connaît le pays, a déclaré Alioune Tine, directeur d’Amnesty International pour l’Afrique occidentale et centrale. Il ajoute également que « les autorités doivent faire tout ce qui est en leur pouvoir pour faciliter la contestation pacifique et garantir la stabilité et la sécurité nécessaires après l’élection. Cette réponse brutale bafoue les droits des manifestants à la liberté d'expression et de réunion pacifique, et enflamme une situation déjà tendue. Elles doivent aussi ouvrir une enquête indépendante et impartiale pour toute utilisation excessive de la force et traduire les éventuels responsables devant la justice. ».

#### Fédération internationale des Droits de l'Homme
Dans un communiqué rédigé, la FIDH, le REDHAC et les organisations membres de la coalition #MonVoteDoitCompter « condamnent les violences post-électorales survenues au Gabon à la suite de l’annonce de la victoire d’Ali Bongo Ondimba à l’élection présidentielle » et « appellent toutes les parties prenantes au Gabon à faire preuve de responsabilité et de retenue ». Dimitris Christopoulos, président de la FIDH rajoute : « Les acteurs politiques gabonais doivent appeler au calme et garantir la transparence des résultats de l’élection présidentielle. L’expression du suffrage des Gabonais doit être respectée et la communauté internationale doit y aider. On ne peut plus accepter de démocratie à intérêt variable en Afrique ou dans le reste du monde ». « Les acteurs politiques gabonais doivent immédiatement prendre la mesure des enjeux en cours et appeler leurs partisans respectifs à la retenue. Les autorités doivent quant à elles libérer les personnes arbitrairement détenues, faire la lumière sur les allégations d’usage disproportionné de la force par les forces de l’ordre et s’assurer de la protection des défenseurs des droits humains. Elles doivent en outre garantir l’indépendance et l’impartialité des organes en charge du règlement des contentieux électoraux » complète Maximilienne C. Ngo Mbe, Directrice exécutive du REDHAC.